# Yumati
Yumati (en georgiano: ჯუმათი) es un pueblo de Georgia ubicado en el centro de la región de Guria, siendo parte del municipio de Ozurgueti. 

## Toponimia
Yumati significa hermandad tanto en mingreliano (en megreliano: ჯუმათი) como en laz.

## Geografía
Yumati se sitúa a orillas del río Supsa, 14 km al norte de Ozurgueti.

## Historia
En el pueblo se descubrió una cueva formada durante el Paleolítico superior. En la cueva se encontraron vasijas y palos de bronce. Monedas de Cólquida fueron encontradas por casualidad en el pueblo. Además, durante la expedición dirigida por V. Sadradze entre 1991 y 1994 se descubrieron ruinas de un asentamiento helenístico, un cementerio y las ruinas de un castillo medieval. 
En 1881 se abrió en el pueblo una institución de alfabetización y en 1892 se planeó construir una escuela en el pueblo.La biblioteca del pueblo se inauguró en 1912. 
Durante el período soviético, se cultivaba té en 240 hectáreas de tierra de la aldea, aleuritas en 60 hectáreas y cítricos en 25 hectáreas. La granja colectiva del pueblo era la tercera más grande de la región de Guria. En 1957, se construyó un edificio administrativo y una escuela.

## Demografía
La evolución demográfica de Yumati entre 1874 y 2014 fue la siguiente:
| 1946                                            | 1573 | 2216 | 387 | 552 | 311 | 345 |
| (Fuente: Population of Georgia in Soviet times) |      |      |     |     |     |     |

Según el censo de 2014, los georgianos constituían el 100% de la población.

## Infraestructura

### Educación
En el pueblo hay una escuela y una biblioteca.

### Transporte
El pueblo está conectado con Ozurgueti por una carretera. 